# Forschungs- und Entwicklungswerk Blankenburg
Die Fahrzeug- und Entwicklungswerk Blankenburg GmbH (FEW) ist ein deutsches Unternehmen mit Sitz in Blankenburg (Harz), das im Bereich der Schienenfahrzeug-Instandhaltung und Gleisanlagen-Montage tätig ist und rund 100 Mitarbeiter beschäftigt.

## Geschichte
Mit Eröffnung der Bahnstrecke Halberstadt–Blankenburg im Jahr 1873 wurde in Blankenburg eine Werkstatt der Halberstadt-Blankenburger Eisenbahn (HBE) eröffnet. Am 20. Juni 1921 wurde die Blankenburger Eisenbahn-Bedarfs- und Maschinenfabrik GmbH (BEMA) als Tochtergesellschaft der HBE gegründet und die Werkstatt in Blankenburg an sie übertragen. Am 1. September 1946 wurden die HBE und die BEMA enteignet und unter Verwaltung der Provinz Sachsen gestellt. Zum 1. April 1949 wurde die BEMA von der Deutschen Reichsbahn als Reichsbahnausbesserungswerk (RAW) Blankenburg übernommen. Per Anordnung des Ministeriums für Verkehrswesen im Jahr 1957 wurde das RAW Blankenburg zum Reichsbahn-Entwicklungswerk (REW) umstrukturiert, die Fahrzeuginstandhaltung wurde wenig später beendet.
Nach mehreren Umstrukturierungen wurde der Betrieb 1967 als Deutsche Reichsbahn, Forschungs- und Entwicklungswerk (FEW-DR) geführt. 1977 wurde das FEW ein Betrieb der Reichsbahnbaudirektion (Rbbd). 1987 arbeiteten dort 1.292 Beschäftigte. Es war der Leitbetrieb für technische Forschung und Entwicklung von Gleisbremsen und sonstiger RTE bei der Deutschen Reichsbahn. Das Rangiertechnische Personal der DR wurde hier für den Betrieb der RTE und dessen Instandhaltung geschult. Die Instandhaltungsvorschriften wurden in Zusammenarbeit mit der VES-M Halle erarbeitet. Mit der Bahnreform verlor das Werk diese zentralen Aufgaben.
Mit Inkrafttreten der Bahnreform am 1. Januar 1994 ging die FEW auf die Deutsche Bahn AG über und gehörte zu deren Geschäftsbereich Bahnbau. 2003 wurde die FEW von der DB AG an die Gesellschaft für Sicherheits- und Umwelttechniken GmbH GSU verkauft und zur FEW Fahrzeug- und Entwicklungswerk Blankenburg GmbH umfirmiert. 2010 wurde die FEW von der Villmann-Gruppe übernommen, woraufhin der Schwerpunkt auf die Instandhaltung von Güterwagen und Lokomotiven gesetzt wurde. 2020 wurde die FEW von VIS Verkehrs Industrie Systeme GmbH übernommen.

## Produktpalette
Bis zur Wende 1989 wurden folgende Produkte von der FEW entwickelt und hergestellt:
- Gleisbaumaschinen und Maschinen für die Elektrifizierung von Gleisanlagen:
  - Mehrzweckfahrzeugprogramm, inkl. Gleiskraftwagen FEW MZ 102 (MZG-Grundgerät) und Schienenschraubtechnik (MZS-Schraubmaschine)
  - Kleinmaschinen wie Kleinstopfeinheiten
  - Oberbau-Großmaschinen, u. a. Grabenräumeinheiten (GRE)
- Rangiertechnik:
  - Schraubengleisbremse (SGB)
  - Balkengleisbremse (BGB)
  - Beidrückeinrichtung (BGE) / Eisenbahnwagenförderanlagen
  - Gleisschaltmittel[5]
- Waschanlagen für Triebfahrzeuge, S- und U-Bahnen sowie Reisezugwagen
- Sonderanlagen und Geräte, wie Betonschwellenfertigungsanlagen

Ab 1989 wurden folgende Produkte entwickelt und teilweise produziert:
- vierachsige seitenkippbare Wagen vom Typ Fas126 und Fans128
- Schüttgut-Kippwagen SGKW-1, SGKW-2
- Material-Förder- und Siloeinheit SGW 40
- Vierachsiger Flachwagen Lore LB 6 für die U-Bahn Hamburg
- Kies- und Schotter-Einbaumaschine KSEM für das Unternehmen Wiebe

Heute liegt der Schwerpunkt bei Instandhaltungsarbeiten an Güterwagen und Bahndienstfahrzeugen, mobile Montagen in Gleisanlagen (Leit- und Sicherungstechnik, Nachrüstung von Weichen und Signaltafeln, Wartung von Außenanlagen und Beschilderungen), Hohlschwellen sowie Beschriftungen und Foliendruck.